# Gazi Ekrem Hüsrev Paixà
Gazi Ekrem Hüsrev Paixà (transcripció antiga otomana Khosrew Pasha) (+1632) fou un gran visir otomà, d'origen bosnià.
Va entrar al servei de palau i va ocupar alguns càrrecs i l'octubre de 1623 quan els geníssers dissidents van exigir un nou agha fou nomenat yeniceri aghasi. El maig de 1622 el sultà Osman II havia estat executat; Abaza Mehmed Pasha s'havia revoltat a Erzerum i el safàvida Abbas I el Gran estava a punt de conquerir Bagdad, tot lo qual augmentava la influència dels geníssers. El gener de 1624 els perses entraven a Bagdad i el maig del mateix any Hüsrev Pasha com agha dels geníssers va sortir d'Istanbul dins l'exèrcit del gran visir Çerkes Mehmed Ali Pasha per atacar a Abaza Pasha que fou derrotat a Kayseri el setembre de 1624. El gran visir va morir al seu quarter a Tokat el 28 de gener de 1625 i Hüsrev i el beshdefterdar van urgir a la cort el nomenament de Filibeli Hafız Ahmed Pasha, beglerbegi de Diyarbekir que va arribar el 8 de febrer. Poc després Hüsrev era nomenat visir però es va assabentar que si ho hagués demanat haguera estat designat gran visir i no va ajudar gaire a Hafız Ahmed Pasha.
El juny de 1625 l'exèrcit en campanya es va unir al nou gran visir per atacar Bagdad. El setge d'aquesta es va iniciar el novembre i va durar vuit mesos, fins al juliol de 1626. El juny de 1626 els otomans van estar a punt de ser greument derrotats en el tercer assalt quan va arribar un reforç persa de trenta mil homes manats pel mateix xa, i el juliol el setge fou abandonat. Filibeli Hafız Ahmed Pasha fou destituït l'1 de desembre de 1626 i el va substituir Damat Halil Pasha; l'abril de 1627 Hüsrev va anar a la cort on va rebre el nomenament com visir kubba (amb títol de paixà) mentre el nou gran visir era incapaç de combatre eficaçment a Abaza es va decidir revocar-lo (març de 1628). Per consell del Shaykh al-Islam Yahya Efendi, es va considerar com idoni a Hüsrev Pasha per ocupar el lloc, però con que hi havia un visir més antic (Radjab Pasha) fou nomenat beglerbegi de Diyarbekir i enviat a Izmit on li fou enviat el segell imperial el 6 d'abril de 1628 i se li encarregava de sotmetre primerament a Abaza i després combatre els safàvides i se li donaven plens poders.
Després d'establir una forta disciplina a l'exèrcit va arribar a Tokat l'1 de juny de 1628. Va ser allà prop de dos mesos, en els quals es va assabentar que Abaza, que tenia moltes desercions a les seves files, volia entrar en contacte amb el xa de Pèrsia. Hüsrev, per la seva fama de valent, va augmentar les desercions dels homes d'Abaza però a més als que desertaven els tractava bé i això encara va fer pujar les desercions. Abaza estava assetjant Hasankale i va retornar a Erzurum. Hüsrev, per consell del governador d'Hasankale, va avançar cap a la capital rebel a marxes forçades i hi va arribar abans que Abaza pogués posar la ciutat en estat de defensa, el 30 d'agost de 1628. Durant el setge Hüsrev va encoratjar les desercions i finalment Abaza es va rendir amb certes condicions el 22 de setembre de 1628. Un contingent safàvida manat per Shamsi Khan, que anava en ajut d'Abaza, fou derrotat pel governador de Kars i el cap fet presoner.
Hüsrev va tornar a passar l'hivern a Istanbul, portant com presoners a Abaza i Shamsi, i va fer l'entrada triomfal el 9 de desembre. Abaza, d'acord amb els termes de la rendició, fou perdonat i nomenat governador de Bòsnia. A la primavera del 1629 Hüsrev es va passar malalt però es va recuperar i va agafar el comandament de la nova campanya que ara tenia per objectiu Bagdad. Va sortir de Üsküdar el 9 de juliol de 1629 i el 17 de desembre de 1629 era a Mossul. Un hivern amb freds extrems i pluges torrencials estava causant inundacions i va dificultar la marxa de l'exèrcit. El 28 de gener de 1630 les forces otomanes van sortir de Mossul; al creuar el Zab, que anava molt crescut, va patir fortes pèrdues en homes i material. Reunit el consell de guerra va decidir que en aquestes condicions un setge de Bagdad era impossible i es va decidir atacar Ardalan on el cap local Khan Ahmad, era aliat dels perses i podia amenaçar la rereguarda. Tal com l'exèrcit avançava diversos senyors kurds se sotmetien. Hüsrev va arribar a Shahrazur i va fer reconstruir la fortalesa de Gulanbar, construïda per Solimà I el Magnífic però destruïda per Abbas I el Gran iniciant els treballs el 16 de març de 1630 quedant acabada la tasca a primers de maig. Durant aquest tempos fou ocupada la fortalesa de Mihriban de la que la guarnició es va rendir, però sobtadament els otomans foren atacats per un contingent persa dirigit pel khan-i khanan Zaynal Khan i només amb molt d'esforç els van poder rebutjar (5 de maig). Va avançar a l'est i va saquejar el palau de Khan Ahmad a Hasanabad i el 9 de juny va arribar a Hamadan, ja evacuada pels perses. La ciutat fou arrasada. Amb intenció d'avançar cap a Kazwin, es va dirigir a Darguzin, que fou saquejada; però l'atac a Kazwin era complicat i es va abandonar la idea i retornar per intentar l'objectiu de la campanya, l'atac a Bagdad. El 21 de juny de 1630; va trobar alguna resistència del governador safàvida del Luristan que fou derrotat a la plana de Shamkhal prop de Nihawand el 14 de juliol. Poc després arribava a Bagdad (setembre) i s'establia el setge iniciat el 6 d'octubre. El 4 de novembre es va fer un atac general que va fracassar i el 9 de novembre es va decidir desistir. Durant el setge, i d'acord amb les tribus àrabs, es va establir una guarnició a Hilla. El 12 de desembre l'exèrcit otomà va arribar a Mossul on Hüsrev va decidir passar l'hivern.
Coneguda la retirada el senyor d'Ardalan, Khan Ahmad, reforçat amb contingents kurds i perses, va atacar Dertenek on els turc tenien guarnició; els turcs es van refugiar a la propera Gulanbar però atacada aquesta per un fort exèrcit fou evacuada; els soldats van enfrontar als perses no gaire lluny i foren derrotats. Tres oficials que es van salvar foren executats per orde de Hüsrev quan van arribar a Mossul (23 de desembre) i Gulanbar fou desmantellada. Hilla fou assetjada per un exèrcit manat pel xa Safi i tot i una ferotge resistència la va ocupar. Després d'això Hüsrev va decidir retirar-se a Mardin (22 de gener de 1631) on va arribar el dia 2 de febrer. Va demanar reforços a la capital que li foren enviats i el juny de 1631 va fer moviment cap a Koch Hisar al sud-oest de Mardin i el setembre va decidir anar cap a Mossul; però la calor i el cansament havien afectat als soldats i es va decidir posposar la campanya a l'any següent. Hüsrev va decidir retirar-se a Diyarbekir; el dia 25 d'octubre fou destituït com a gran visir i nomenat altre cop Filibeli Hafız Ahmed Pasha; el 29 d'octubre va arribar a Diyarbekir per passar l'hivern on va conèixer el seu cessament (16 de novembre). Encara que l'exèrcit volia protestar i enviar delegats a Istanbul, Hüsrev va acceptar la destitució i va sortir de Diyarbekir el 21 de novembre entregant el segell prop de Malatya. A Tokat es va aturar a causa de la gota, i va restar a la població. A la capital va esclatar una revolta, suposadament fomentada per Radjab Pasha que aspirava al càrrec de gran visir, amb suport dels més turbulents dels geníssers que per reclamar la restitució d'Hüsrev havien arribat a la capital des de diversos punts de l'Imperi. Els rebels van matar el gran visir Filibeli Hafız Ahmed Pasha el 10 de febrer de 1632 i Radjab Pasha fou llavors nomenat. El sultà Murat IV va acusar Hüsrev de ser la causa de la revolta i va decidir fer-lo executar. Va nomenar Murtada Pasha com a governador de Diyarbekir i li va encarregar en secret l'execució. Els partidaris d'Hüsrev, que eren molts a Tokat, es van resistir a la detenció però l'exgran visir va ordenar parar la lluita i es va entregar i fou executat (el dia exacte no es coneix); la notícia es va saber a Istanbul l'11 de març de 1632, fet que provocà una nova revolta.